# Metropolis (film 2001)
Metropolis (メトロポリス?, Metoroporisu), noto anche come Metropolis di Osamu Tezuka, è un film d'animazione giapponese del 2001 diretto da Rintarō e scritto da Katsuhiro Ōtomo.
Il film si basa sull'omonimo manga ideato da Osamu Tezuka nel settembre 1949 e molto lontanamente ispirato all'omonimo film di Fritz Lang del 1927: la storia è ambientata in un mondo retrofuturistico dove gli umani e i robot vivono insieme, ma non in armonia. Molti robot sono costretti a vivere nel sottosuolo della città, trattati come schiavi dagli umani e destinati a venire distrutti qualora entrino nelle aree non autorizzate. 
La trama, a differenza del manga originale di Tezuka, ricalca in larga parte il film di Fritz Lang, pur discostandosene nelle sottotrame.

## Trama
Il film segue le vicende di un giovane, Kenichi, e di suo zio Shunsaku Ban, un investigatore privato. Costui è partito dal Giappone con il nipote sulle tracce dello scienziato pazzo Dott. Laughton, sospettato di essere implicato in un traffico di organi umani. Le ricerche di Shunsaku Ban lo portano nella città-stato di Metropolis, governata dal Presidente Boone e dal potente Duca Red, proprio nei giorni di festeggiamenti che seguono all'inaugurazione di un immenso grattacielo nel centro della città, la Ziggurat, simbolo del potere di Red.
La città è costituita da più livelli sovrapposti e divisa in zone, nonché popolata anche da numerosi robot che svolgono i compiti più svariati; essi però hanno molti meno diritti rispetto agli umani, per esempio non possono passare da una zona all'altra senza speciali permessi.
All'insaputa di tutti il Duca Red è in affari con Laughton, a cui ha ordinato di costruire un androide con le sembianze della defunta figlia Tima, il quale dovrà sedere su un trono posto in cima alla Ziggurat per governarla come "l'essere perfetto".
Frattanto, a Ban e Kenichi viene affiancato un androide investigatore, che verrà soprannominato "Pero" da Ban.
Rock, membro del partito fascistoide "Marduk" finanziato in segreto dal Duca, nonché figlio adottivo dello stesso Red, una volta scoperto il piano del genitore si reca al laboratorio segreto del dottor Laughton (situato in uno dei livelli sotterranei della città), uccidendo lo scienziato e distruggendo tutto in modo da eliminare la sua creazione tra le fiamme; tuttavia il piano non riesce perché Kenichi, che si trovava in quella zona mentre era a indagare con lo zio, trova la ragazza androide e la salva, finendo però in un livello sotterraneo inferiore.
Ban e Pero cercano Kenichi, il quale assieme a Tima fugge da Rock e i membri del Marduk, ed entra in contatto con un'organizzazione rivoluzionaria capitanata da Atlas: quest'organizzazione, composta da persone che hanno perso il lavoro in seguito all'ingresso massiccio dei robot nella vita di tutti i giorni, complotta per compiere un colpo di Stato.
Frattanto il Duca Red prova una super-arma custodita all'interno della Ziggurat senza il consenso dei militari; tale arma è in grado di aumentare la superficie delle macchie solari le quali a loro volta hanno effetti negativi sulle apparecchiature elettromagnetiche, e in particolare sui robot, che iniziano ad assalire gli umani. Ciò scatena le azioni dei Marduk contro i robot, e il Presidente Boone pensa di sfruttare in futuro il malcontento popolare contro Red per farlo arrestare.
Atlas sta per scatenare una rivolta contro la Ziggurat e il Marduk, tuttavia il suo informatore era in realtà un uomo del presidente: il tentativo di rivoluzione viene duramente represso e Atlas viene ucciso. Boone tuttavia non riesce a portare a termine i suoi piani perché viene tradito e ucciso dai militari suoi alleati, che consegnano il potere nelle mani di Red. Kenichi e Tima si ricongiungono con Shunsaku Ban, ma sulla scena giunge Rock che ferisce Ban e mette KO Kenichi; Tima torna nelle mani di Red, che estromette Rock dal partito per le sue azioni.
In seguito Tima viene rapita da Rock, che vuole sezionarla, ma Ban interviene a salvarla; i due, dopo essere entrati nella rete informatica della città grazie alle abilità di Tima, localizzano Kenichi, il quale viene tenuto prigioniero nella Ziggurat. Giunti laggiù, Ban e Tima vengono catturati, portati nella sala del trono e costretti a guardare la riuscita del piano di Red, che viene smascherato da Ban (grazie agli appunti del defunto Laughton) come il tentativo di trasformare la Ziggurat nell'arma definitiva grazie a Tima. Rock, però, è ancora vivo, e con un travestimento riesce a intrufolarsi nella sala del trono e a sparare a Tima.
Essa si rende finalmente conto così di non essere umana, ma solo una macchina: furiosa per essere sempre stata ingannata da tutti, Tima si siede sul trono fondendosi con il centro di controllo della Ziggurat e ordinando un attacco su scala globale con armi nucleari e batteriologiche che distruggerà l'intera razza umana dal pianeta.
Kenichi riesce dopo molti sforzi a separare Tima dal trono, ma non a farla tornare in sé; intanto Rock, per evitare che il suo padre adottivo venga ucciso dai robot in rivolta, attiva la super-arma della Ziggurat. Il centro di controllo dell'edificio però era già malfunzionante a causa di Tima e il comando di Rock scatena un'esplosione in cui periscono lui, il Duca Red e i robot in rivolta, generando poi una reazione a catena che distrugge la Ziggurat e buona parte di Metropolis. Tima, ormai fuori controllo, comincia ad aggredire Kenichi. In un'esplosione Tima rimane agganciata sopra un dirupo e Kenichi cerca di salvarla: Tima torna brevemente in sé prima di cadere nel vuoto.
Nel finale Shunsaku Ban si unisce ai sopravvissuti evacuati in massa dalla città, mentre Kenichi rimane tra le rovine assieme ad alcuni robot che sono riusciti a recuperare il cuore e altre parti di Tima.

## Personaggi
Kenichi
Nipote dell'investigatore Shunsaku Ban, accompagna lo zio a Metropolis. Accidentalmente incontra Tima e la salva dall'incendio del laboratorio in cui essa si trovava; avendola scambiata per una ragazza che ha perso la memoria e non sapendo che in realtà è un androide, cerca di farla tornare in sé, affezionandosi a lei durante questo processo.
Shunsaku Ban
Un anziano investigatore privato giapponese, arriva a Metropolis con l'intenzione di catturare il dottor Laughton e finisce coinvolto nei giochi di potere del Duca Red. In apparenza sembra goffo e incapace ma ha dalla sua una grande esperienza. Per lunga parte del film egli sarà alla ricerca del nipote, perdutosi nei sotterranei della città assieme a Tima e in fuga dai membri del Marduk.
Duca Red
L'uomo più ricco e influente di tutta Metropolis. Finanzia non ufficialmente il partito d'ispirazione nazifascista Marduk, che si distingue per azioni particolarmente violente contro i robot. Ultimata la costruzione della torre-arma Ziggurat, il suo obiettivo è porre a capo di essa l'androide Tima, che tratta come una figlia.
Tima
Androide d'aspetto femminile fatto costruire dal dott. Laughton su ordine del Duca Red, con le fattezze della figlia defunta di quest'ultimo. Tima è ignara del suo status di macchina pensante, sia perché gli altri che le stanno attorno sono inconsapevoli di ciò (come Kenichi), oppure glielo tengono deliberatamente nascosto per manipolarla e usarla in modo da prendere il potere su Metropolis e il mondo intero. Essa è quello che Red definisce "l'essere perfetto", una sorta di superuomo che però, a causa dell'intervento di Rock, viene attivato quando ancora non è operativo al 100%.
Rock
Influente membro del partito simil-fascista Marduk, sempre pronto a usare la sua pistola, è il figlio adottivo del Duca. La venerazione verso il padre e l'odio per i robot che egli prova lo portano a non accettare che Tima prenda il posto del Duca come capo di Metropolis sul trono della Ziggurat; Rock provoca la morte del dott. Laughton e la distruzione del laboratorio, e fa dell'uccisione di Tima una vera e propria missione. Quando finalmente riesce a spararle, ciò servirà solo a far precipitare la situazione; egli sarà inoltre la causa ultima della distruzione di Metropolis, per aver azionato l'arma della Ziggurat nel tentativo di salvare la vita al padre, e a sua volta vittima di essa. Nonostante questo, la sua azione suicida è anche ciò che previene la distruzione del mondo dato che, distruggendo la Ziggurat, Rock interrompe il collegamento di Tima con il resto delle macchine.
Atlas
Giovane rivoluzionario che vive nei livelli sotterranei della città assieme a un gruppo di persone che hanno perso il lavoro a causa dei robot. Quando Kenichi lo incontra, per non rivelargli di essere nipote di un detective, finge di essere un giornalista e così Atlas gli rivela il suo piano, che consiste nel dare l'assalto alla Ziggurat e rovesciare il governo. Atlas muore ucciso da un colpo di pistola di Rock, dopo che la rivolta è stata repressa dai militari messi in campo da Red.
Pero
Un androide investigatore, è l'unico agente che il governo di Metropolis acconsente ad affiancare a Ban e Kenichi. Esso non ha nome ma solo un codice di produzione: 803DRPDN4973/C. Dato che per le leggi di Metropolis i robot non possono avere nomi di persone, Shunsaku Ban risolve la situazione soprannominandolo "Pero", che era il nome del suo cane (Pero infatti deriva dallo spagnolo perro che significa proprio "cane"). Pero viene distrutto da Atlas, che con questa azione dà il via alla rivolta dei disperati contro i robot e il governo centrale.
Fi-fi
Un robot di pulizia che soccorre Tima e Kenichi quando cadono nel piano sotterraneo. Viene apparentemente ucciso da Rock, che con un colpo di pistola gli fa saltare la testa, ma alla fine del film ricompare assieme ad altri droidi, che devono averlo ricostruito, dimostrando di aver imparato a dire "Ti-Ma".

## Distribuzione

### Cinema
Il film viene distribuito nelle sale giapponesi dal 26 maggio 2001, nelle sale statunitensi dal 25 gennaio 2002 e quelle italiane dal 21 giugno 2002 dalla Key Films.

### Home Video
Il film viene distribuito in VHS e DVD dalla Columbia TriStar Home Entertainment a partire da ottobre 2002.

## Differenze tra manga e anime
- Nel manga originale di Tezuka l'androide si chiamava Mitchi, era asessuato e in grado di volare così come di cambiare il proprio genere sessuale. Shunsaku Ban e Kenichi lo proteggevano dal Duca Red e dal suo partito, che intendevano trasformarlo in un'arma.
- Mentre il personaggio di Rock era del tutto assente dal manga, altri invece hanno visto ridimensionarsi di molto il loro ruolo nel film; per esempio il Sovrintendente Notarlin, che nel film appare in una sola scena, ha per tutto il corso del manga il ruolo di antagonista (anche se in chiave comica) del Duca Red.

## Somiglianze con la pellicola di Lang
- Entrambe le città sono divise in tre livelli, e anche i personaggi che vi abitano si somigliano per aspetto e ruoli (Red in Fredersen, Rock in Freder, Laughton in Rotwang e Tima ovviamente in Maria-robot).
- In entrambe le pellicole viene citata la Torre di Babele.
- Il modo in cui Tima si "sveglia", è identico a come si sveglia Maria-robot nella prima pellicola: cioè in primo piano con gli occhi che si aprono lentamente.
- Le persone povere della Zona 1 che hanno perso il lavoro per essere sostituiti dai robot e si ribellano sono simili alla classe lavoratrice nel film originale, che vivono nel livello sotterraneo di Metropolis e vengono ispirati da Maria-robot a rivoltarsi; entrambe le rivoluzioni hanno esiti disastrosi.
- Nella pellicola originale esiste un enorme grattacielo con il tetto a cupola, che ricorda la Ziqqurat di questo film, per di più chiamata la "Nuova Torre di Babele".
- In entrambe le pellicole le città vengono afflitte da una grande distruzione: nell'originale un allagamento causato accidentalmente dai lavoratori rivoltosi che danneggiano il generatore, nel film animato il crollo della Ziggurat distrugge le strutture e i palazzi ai suoi piedi.